# Вуд, Мервин
Мервин Томас Вуд (англ. Mervyn Thomas Wood, 30 апреля 1917, City of Randwick — 19 августа 2006, Сидней) — австралийский гребец, чемпион летних Олимпийских игр в соревнованиях одиночек 1948 года, призёр Олимпийских игр 1952 и 1956 годов, четырёхкратный победитель Игр Содружества, двукратный победитель Diamond Challenge Sculls. Комиссар полиции штата Новый Южный Уэльс (1977—1979).

## Биография
Мервин Вуд родился в 1917 году в Кенсингтоне. Он был самым младшим из четырёх детей семьи Вуд. Мервин учился в сиднейской школе для мальчиков, где и начал активно заниматься греблей. После окончания школы Вуд поступил на службу в полицию штата Новый Южный Уэльс, за которую и стал выступать на гребных соревнованиях. В 1936 году 19-летний Вуд принял участие в летних Олимпийских играх в Германии. Мервин принимал участие в соревнованиях восьмёрок. Австралийский экипаж смог пробиться в полуфинал, но в борьбе за единственную путёвку в финал уступил немецкой восьмёрке. После того, как большинство партнёров Мервина по восьмёрке завершили спортивную карьеру, Вуд начал выступать в одиночных соревнованиях. После окончания Игр в Берлине Вуд получил повышение по службе, став констеблем, а вскоре перешёл в отдел уголовных расследований. В 1944 году Вуд в качестве штурмана начал службу в Королевских ВВС Австралии.
После окончания Второй мировой войны Вуд несколько раз выигрывал национальные чемпионаты. В 1948 году Мервин был включён в состав сборной Австралии для участия в летних Олимпийских играх в Лондоне. До начала Игр Вуд успел выиграть одну из самых престижных международных гонок Diamond Challenge Sculls, проходящую в рамках Королевской регаты Хенли, победив в финале Берта Бушнелла. На лондонских Играх австралийский гребец также выступал в соревнованиях одиночек. На протяжении всех соревнований Вуд не оставлял своим соперникам ни единого шанса, опережая ближайшего конкурента по заезду почти на 10 секунд. Золотая медаль Вуда стала единственной наградой для Австралии в академической гребле на этих Играх. В 1948 и 1950 годах Вуд становился обладателем филадельфийского Золотого кубка, получая вместе с этим неофициальный титул сильнейшего гребца-любителя в мире. В 1950 году Вуд стал двукратным победителем Игр Британской империи в Окленде. Помимо победы в одиночках Мервин выиграл и соревнования в двойке парной, выступая вместе с Мюрреем Райли.
В 1952 году незадолго до начала Олимпийских игр Вуд во второй раз стал победителем Diamond Challenge Sculls. На церемонии открытия летних Олимпийских игр в Хельсинки Мервину было доверено право нести флаг Австралии. В Хельсинки Вуд считался явным фаворитом соревнований одиночек. Австралийский гребец уверенно преодолел предварительный этап, однако в полуфинале проиграл британцу Тони Фоксу и был вынужден пробиваться в решающий заезд через отборочный раунд. Там Вуд во второй раз за турнир опередил швейцарца Пауля Мейера и вышел в олимпийский финал. Медальная гонка проходила в условиях сильного ветра. Первую половину дистанции сильнее прошёл австралиец Вуд, однако затем советский гребец Юрий Тюкалов смог увеличить темп и незадолго до финиша обошёл Вуда.
После Игр 1952 года Вуд практически перестал выступать в одиночных соревнованиях. На Играх Британской империи и Содружества наций 1954 года в Ванкувере Вуд в течение часа стал обладателем двух золотых медалей. Сначала в паре с Мюрреем Райли он победил в двойках парных, а затем первенствовал и в четвёрке с рулевым. На домашних Играх 1956 года Вуд планировал выступать в одиночках, но проиграл отборочные старты молодому Стюарту Маккензи. Тем не менее на мельбурнских Играх Мервин смог выступить. Он вместе с Райли соревновался в двойках парных. Австралийский экипаж смог добраться до финала, где занял третье место, причём в составе чемпионов из СССР выступал Юрий Тюкалов. В 1958 году 41-летний Вуд вместе со Стюартом Маккензи выступил на Играх Британской империи и Содружества наций в Кардиффе, где стал серебряным призёром в двойках парных.
После окончания спортивной карьеры Вуд продолжил службу в полиции штата Новый Южный Уэльс в 1977 году получил должность комиссара, на которой проработал до 1979 года. В отставку Вуд ушёл, когда выяснилось, что его бывший партнёр по двойке парной Мюррей Райли занимался международной контрабандой наркотиков. 19 августа 2006 года Мервин Вуд умер в Сиднее от рака.